# Красноволя (Дубівська сільська громада)
Красново́ля — село в Україні, у Дубівській сільській громаді Ковельського району Волинської області.
Код КОАТУУ — 0722181403. Населення за переписом 2001 року становить 113 осіб. Поштовий індекс — 45024. Телефонний код — 3352. Займає площу 0,001 км².
Село Красноволя знаходиться неподалік від залізничної станції Мощена, на відстані 18 км. від адміністративного центру громади с.Дубове. В селі функціонує фельдшерсько-акушерський пункт. Діє православна церква Київського патріархату.

## Географія
Село розташоване на правому березі річки Рудки.

## Історія
У 1906 році село Старокошарської волості Ковельського повіту Волинської губернії. Відстань від повітового міста 10 верст, від волості 8. Дворів 44, мешканців 320.

## Населення
Згідно з переписом УРСР 1989 року чисельність наявного населення села становила 149 осіб, з яких 69 чоловіків та 80 жінок.
За переписом населення України 2001 року в селі мешкало 111 осіб.

### Мова
Розподіл населення за рідною мовою за даними перепису 2001 року:
| Мова       | Відсоток |
| ---------- | -------- |
| українська | 99,12 %  |
| російська  | 0,88 %   |